# Spinetta Fregoso
Spinetta Fregoso (Genova, 1400 – Gavi, 1467) fu il 35º doge della Repubblica di Genova.

## Biografia

Stemma nobiliare dei Fregoso

### Primi anni
Figlio di Spinetta I Fregoso e di Benedetta Doria, e nipote del già doge Pietro Fregoso, nacque nel capoluogo ligure in un periodo intorno al 1400. Nonostante il padre esercitasse il ruolo di podestà di Pera (Turchia) e quindi in seguito di console a Caffa (Crimea) per conto della Repubblica di Genova, Spinetta Fregoso trascorse l'infanzia e parte dell'adolescenza a Genova. Seguì invece il padre, così come la sua famiglia, a Savona dove la figura paterna era stata chiamata a governare per i Genovesi. Ceduta la città savonese al duca Filippo Maria Visconti nel 1421, a cui seguì la prima dedizione genovese verso la signoria viscontea (1421-1435), Spinetta Fregoso verosimilmente fu al fianco del padre in un esilio che li portò lontano da Genova, probabilmente nei loro feudi dello spezzino, dove poi fece ritorno alla morte di quest'ultimo nel corso del 1425. La tutela dei suoi fratelli e sorelle, ancora minorenni, passarono sotto la sorveglianza dello zio Tomaso Fregoso e di Ginevra Manfredi, quest'ultima seconda moglie del padre e figlia di Gian Galeazzo Manfredi (signore di Faenza).
Assieme al resto della sua famiglia trascorse gli anni successivi nel feudo di Sarzana e solo con la seconda nomina a doge dello zio Fregoso (1436) fece ritorno a Genova dove fu investito di diverse responsabilità nel corso delle guerre che videro il contrapporsi il dominio genovese con il Ducato di Milano, con il Marchesato di Finale e degli stessi fuorusciti genovesi. 

Nel 1437 ricevette la nomina di governatore del Vicariato della Spezia avente come giurisdizione, oltre alla città, il circondario del golfo spezzino, l'importante e strategica Sarzana e la zona della Lunigiana dei marchesi Malaspina.
Trasferito nel 1440 brevemente a Savona in soccorso del locale governatore, il 22 febbraio dello stesso anno, alla fortezza di Sarzanello, il nome di Spinetta Fregoso compare quale sostituto di Tomaso nell'approvazione degli statuti emanati dal Consiglio della Comunità di Carrara. Nel 1441 fu incaricato dallo zio Tomaso di arruolare truppe, assieme al cugino Lodovico Fregoso, da inviare alla difesa di Genova, esercito che fu poi necessario pure per sedare il colpo di Stato compiuto dal parente Battista Fregoso ai danni dello stesso fratello e doge Tomaso.
Una deposizione e caduta che poi avvenne nel dicembre 1442, quando al deposto doge Tomaso Fregoso subentrò un breve governo di otto Capitani di Libertà, ma che lasciò immutata la signoria di Spinetta Fregoso su Sarzana, se pur ora condivisa con la seconda moglie di Tomaso, Marzia Manfredi (sorella di Ginevra). La temporanea alleanza del Fregoso con il nuovo doge Raffaele Adorno scatenò però un contrasto con la Manfredi nella guida del feudo, tanto che quest'ultima chiese la protezione al duca di Milano. Sempre con il titolo di signore di Sarzana, il 9 aprile 1444 firmò una convenzione con i rappresentanti del doge Adorno impegnandosi a non contrastare il suo operato (per anni 3), di non intromettersi sulle questioni di dominio su Carrara e Avenza, e di non prestare aiuto ai ribelli di Portovenere.
Tra il 1444 e il 1445 il suo feudo sarzanese - e territori contigui annessi - fu teatro di assalti e invasioni da parte dei vicini confinanti. Devastati i borghi di Arcola e Vezzano Ligure nel 1444 il marchese di Fosdinovo, Antonio Alberico Malaspina, mosse guerra ai territori di Carrara e Avenza e solo il 30 gennaio 1445 il signore Spinetta Fregoso arrivò a strappare una tregua al marchese. Una pausa temporanea in quanto, contravvenendo agli accordi, fu il doge Raffaele Adorno il promotore dell'attacco promosso fra giugno e agosto 1445 dalle truppe toscane di Gregorio d'Anghiari ai centri di Avenza, Carrara e Sarzana. L'ex signore Fregoso accettò la nuova dominazione fiorentina arrivando con la signoria di Firenze ad un accordo il 13 novembre. Ora esule assistette, senza interferire, agli avvenimenti bellici che portarono alla nomina del cugino Giano Fregoso a doge (30 gennaio 1447) e nuovo signore di Sarzana assieme a Marzia Fregoso. Per la sua condotta perdette il favore dello zio Tomaso tanto che alla sua morte, nel febbraio 1453, lo escluse dal testamento.
Con il dogato del cugino Giano ricevette la carica di capitano della Spezia e fu ancora quest'ultimo a conferirgli la signoria su Carrara, Avenza e Moneta nell'agosto 1448 dopo alcuni contrasti con Firenze. Lo stesso ruolo ebbe con i successivi dogati dei cugini Lodovico Fregoso (1448-1450) e Pietro Fregoso (1450-1458), fratelli del defunto Giano. Assunta la carica di presidente della città di Genova (1º agosto 1450), fu nel giugno 1452 tra i capitani della Repubblica. In accordo con il doge promosse l'assalto e la conquista del feudo di Gavi nel 1453 che, nonostante un accordo prevedesse la cessione del territorio a Pietro Fregoso dietro il versamento di 100.000 lire genovesi, tenne per sé consegnandosi sotto la protezione del duca di Milano Francesco Sforza. Per tutela personale così fece pure per gli altri territori carraresi.
Sostituito dalla carica di capitano generale della Repubblica da Pandolfo Fregoso, fratello del doge Pietro e che ormai nutriva sospetti sul cugino Spinetta, nel giugno del 1454 il suo nome compare tra i partecipanti alla pace di Lodi in qualità di signore del feudo gavese.

### Il breve dogato e gli ultimi anni
In una Genova dedita alla corona di Carlo VII di Francia dal 1458 pare che anche Spinetta Fregoso partecipò ad una sollevazione popolare mossa dal fratello Gian Galeazzo contro i Francesi nel febbraio 1459. 
La fuga del doge Prospero Adorno il 17 luglio 1461 portò all'ascesa del Fregoso quale nuovo successore del potere dogale, nomina quella del 18 luglio (la trentacinquesima nella storia della Genova repubblicana) favorita dall'assenso dell'arcivescovo genovese Paolo Fregoso. 

Ma gli eventi che si susseguirono, tra questi la reazione armata del cugino Lodovico Fregoso, costrinsero ben presto il doge Spinetta alla resa e a rinunciare al dogato pochi giorni dopo (24 luglio) in favore dello stesso Lodovico. In cambio ricevette l'investitura dogale sul Vicariato della Spezia e su Levanto; si vide, invece, negare la dominazione su Portovenere e Lerici (quest'ultima nelle mani di Lodovico per motivi di crediti dalla Repubblica).
Nuovamente capitano generale della Repubblica dal maggio 1462, partecipò ad un incontro a Milano nel 1464 presso la corte di Francesco Sforza assieme ad Ibleto Fieschi e all'ex doge Prospero Adorno con l'intento dichiarato di assoggettare la città genovese alla signoria milanese. 

Con la riuscita della nuova dedizione genovese verso il Ducato di Milano Spinetta Fregoso fu eletto nel consiglio segreto in seno al duca.
Con l'avvanzare dell'età scrisse di proprio pugno il testamento (datato al 12 dicembre 1464 e redatto a Gavi) nominando unico suo erede il legittimato (ma naturale) figlio Antoniotto che, minorenne, fu affidato inizialmente al ministro Cicco Simonetta, un fedele del duca. 
Al 1466 è testimoniata l'acquisizione del castello di Gropparello, nel piacentino, dai nipoti Manfredi e Orlando Fregoso (figli del fratello Gian Galeazzo).
Ancora conte di Carrara dal 6 gennaio 1467 con nomina del duca Galeazzo Maria Sforza, Spinetta Fregoso morì a Gavi nella primavera o nell'estate di quell'anno (in quanto il testamento fu aperto il 22 agosto).

## Vita privata
Dal primo matrimonio con Antonia Malaspina (figlia del marchese di Fosdinovo Antonio Alberico I Malaspina) ebbe tre figlie:
- Lucrezia
- Polissena
- Antonia

In seconde nozze sposò Donella Fieschi (figlia di Gian Luigi Fieschi) da cui non ebbe prole anche a causa dell'età avanzata. Ebbe anche un figlio naturale, Antonio, nato nel 1460 circa ed in seguito legittimato.
Gli storici lo ricordano anche per sue diverse opere poetiche, lodate, tra gli altri, anche da Ludovico Ariosto.